# Governatorato di al-Muthanna
Il governatorato di al-Muthannā (in arabo المثنى‎?) è un governatorato dell'Iraq. Ha una superficie di 51.740 km² e, secondo una stima del 2003, una popolazione di 536.264 abitanti. Il calcolo per il 2012 è invece di 740.060 abitanti. Il capoluogo del governatorato è la città di Samāwa.
Il governatorato si trova al sud del paese e confina con l'Arabia Saudita. Vi si trovano i resti dell'antica città sumera di Uruk.